# Bettencourt-Rivière
Bettencourt-Rivière (picardisch: Bétincourt-Riviére) ist eine nordfranzösische Gemeinde mit 215 Einwohnern (Stand 1. Januar 2022) im Département Somme in der Region Hauts-de-France. Die Gemeinde liegt im Arrondissement Abbeville, ist Teil der Communauté d’agglomération de la Baie de Somme und gehört zum Kanton Gamaches.

## Geographie
Die beiden Gemeindeteile liegen am Ufer des von Teichen durchsetzten Flüsschens Airaines, Bettencourt am linken (westlichen), Rivière am rechten (östlichen). Die Gemeinde wird von der Départementsstraße D216 von Airaines nach Longpré-les-Corps-Saints durchzogen. Durch die Gemeinde verlief die 1872 eröffnete und 1993 stillgelegte eingleisige Bahnstrecke von Longpré-les-Corps-Saints nach Gamaches.

## Einwohner
| 1962 | 1968 | 1975 | 1982 | 1990 | 1999 | 2006 | 2011 |
| ---- | ---- | ---- | ---- | ---- | ---- | ---- | ---- |
| 200  | 183  | 168  | 161  | 200  | 212  | 222  | 208  |

## Verwaltung
Bürgermeister (maire) ist seit 2008 Hugues Dufetelle.

## Sehenswürdigkeiten

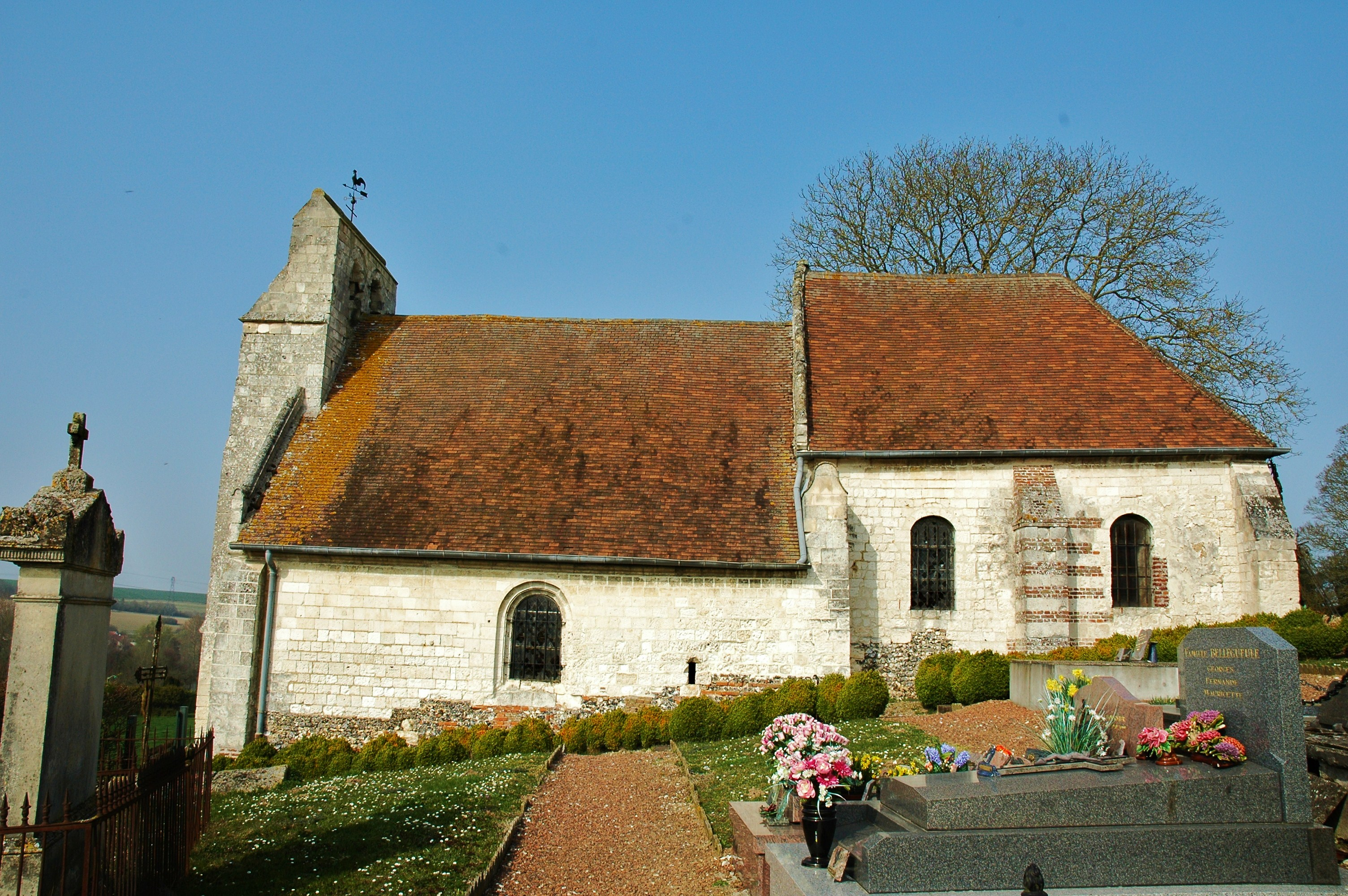
Die Kirche Notre-Dame in Rivière

- Kirche Saint-Martin in Bettencourt
- Kirche Notre-Dame in Rivière aus dem 11., 12. und 15. Jahrhundert, seit 1973 als Monument historique eingetragen (Base Mérimée PA00116099)